# 도이 머이
도이 머이(베트남어: Đổi mới / 𣌒𡤓, renovaton 또는 innovation, 쇄신이라는 뜻)는 1986년에 베트남 공산당 제6차 전당대회에서 건의된 슬로건이며, 공산주의 기반 혼합 경제의 목표를 달성하기 위해 주창된 개혁 개방 개념이다. 오늘날 도이 머이 정책이라고 하면 이러한 베트남의 개혁 개방을 폭넓게 일컫는 말이기도 하다. 주로 경제(가격 안정, 국제분업형 산업구조, 생산성의 향상), 금융 면에서 새로운 방향 전환을 목표로 하는 것이다. 응우옌쑤언오아인의 이론이 이 정책을 입안하는데 큰 영향을 미쳤다.

## 개요
80%가 농민과 농촌 거주자인 농업국인 베트남이지만, 근대화·공업화 과정에서 도이 머이 정책 실시까지 국가 정책으로는 농업은 중시되지 않았다. 그러나, 도이 머이를 이끈 것은 베트남의 농업의 현실이었다. 베트남 공산당은 본격적인 도이 머이 단행 이후의 1993년 4월 정치국 제10호 결의로 사실상 각 농가가 농업 형성의 기본 단위인 것을 인정했다. 이 결의에 따라서 합작사가 농지의 거의 대부분을 소유하고 농업 경영의 기본적 단위를 집단 농업으로 하는 것은 끝났다. 베트남 공산당은 사실상 공산주의로부터의 이탈을 결정한 것이며, 베트남 농민들은 "가난을 나누는 공산주의"라는 시스템에 도전하는 행동을 개시한 것이다.
사실, 도이 머이 이후 농민의 삶은 변화하고 전체로서는 1980년대보다 풍부해졌다. 혼합 경제의 도입이나 대외개방정책이 도입되어 큰 경제적 성과를 거두었다. 도이 머이는 공산당 일당 지배 체제를 유지하면서, '공산주의 지향형 발전'의 이념을 계승하였다. 도이 머이의 사상 분야의 일부로 자급자족이나 강국, 자주, 문명사회를 내걸어 발전한다는 이념이다. 개혁개방으로 성공을 거둔 중국이 목표로 하는 '2050년, 문명공산주의국가'가 도이 머이의 계보를 잇는다는 견해도 있다.

## 경제 개혁 과정

### 기업 계획 과정
일부 예외 품목을 제외하고 생산 경영 계획을 기업에 완전히 위임하며, 기업이 경영 자원, 노동력을 온전히 이용할 수 있도록 다각화를 허용하였으며 정부가 물자, 원자재를 국영기업에 공급하고, 기업은 정부에 생산품을 납품하는 상호 관계에 기초한 기존의 제도를 개혁하여, 계약에 의거한 매매 제도를 도입하였다.
또한 정부의 물자, 원자재 공급은 제한하고 부족 부분은 기업이 시장에서 구입하였으며 이 조치에 뒤이어 정부는 1989년 11월, 계획 지표를 국가 상납금으로 단일화하는 한편, 국가의 보조금을 철폐하고, 기업의 투자 자금은 재정이 아닌 은행 융자로 조달하도록 했다.
또한 제25호 결의는 일부 우량 기업을 제외한 국영기업에 대하여 국가가 교부하는 계획 지표를 이전의 9개에서 5개로 축소하며 5개 계획 지표는 다음과 같다.
①. 상품 출하액(수출액), ②. 주요 생산품의 생산량, ③. 임금, ④.이윤과 국가 예산의 납입액, ⑤. 국가가 제공하는 자재이다.

### 가격 제정 및 국가 예산 납부 과정[4]
국가 조달에 의한 이윤으로, 생산물의 가격 및 인도는 전적으로 국가의 지령에 의하며 2. 자체 조달하여 생산하는 부분으로 원재료의 구입가격 및 제품의 판매가격은 거래상대와 합의가격으로 의한다. 3. 국가의 지령을 받지 않고 기업이 독자적으로 생산한 부산물 부분으로, 판매는 합의가격에 의한다.
국가 공급 보장에 의한 이윤의 50%는 국가예산에 납부하고, 남은 50%를 기업이 생산발전기금, 장려기금, 복리기금의 세 가지 기금에 분배하며 초과이윤이 있는 경우, 그 60 - 80%가 기업에 속한다. 기업에 속하는 초과 이윤은 보너스 70%, 복리기금 30% 비율로 배분한다.
자체 조달에 의한 이윤은 20%를 국가예산에 납입하고 나머지는 생산발전기금에 20%, 보너스에 60%, 복리기금에 20% 비율로 배분하며 부산물에 의한 생산 부분으로 생산한 초과 이윤은 세금과 각종 납입금을 납부한 후, 국가예산에 15%, 나머지 85%는 지배인의 판단에 따라 3가지 기금에 배분한다.

### 재정 관리권 및 사적 기업 설립권
첫째, 기업에 재정 및 노무 관리에서의 자주권을 부여하였고 기업은 자산을 부분적으로 매매와 임대할 수 있고, 노동력의 배치전환, 임금지불 등에서 자율권을 가지며또한 갱신 투자, 신규 투자도 각 기업이 자주적으로 정하고 임금에 관해서 정부는 최저임금을 규정하지만 그 상한은 철폐하고 소득세를 도입하여 소득 수준을 조정한다.
관리가격의 대상 품목을 축소하고 가격차를 보조하는 제도를 폐지하고 기업과 은행과의 관계를 평등하게 하며, 기업은 결제와 신용에 관하여 은행을 자유롭게 선택한다.
기타의 산업은 민간 기업에 위임하고 둘째, 국유라고 하는 개념을 반드시 100% 국가 소유에만 한정하지 않고, 국가가 과반을 소유하는 경우도 포함시키며 따라서 전략적이라고 간주되는 분야의 국영기업도 그 주식의 일부를 민간에 매각할 수 있고 셋째, 소유와 경영을 분리하고, 국영기업의 경영을 개인과 민간법인에 일정기간 청부할 수 있다.
베트남 정부의 사영기업에 대한 정책은 1999년 신기업법을 통과시키고 2000년부터 시행하면서 본격화되었으며 그 이전에 베트남은 유한책임회사와 주식회사를 대상으로 하는 1990년 기업법, 사영기업을 대상으로 하는 1990년 사영기업법을 시행하고 있었는데, 1999년 신기업법은 사영기업, 유한책임회사, 주식회사 모두를 이 법의 적용대상으로 규정하였다.
이와 함께 국영기업법, 외국인투자법 등이 시행되고 있었고 그간 베트남 공산당과 정부는 사유경제부문의 성장에 대한 경계심을 갖고 있었기에 인허가 절차를 까다롭게 하는 등 차별하고 있었다.
사영기업이 경제력을 쥐면 결국에는 공산당의 정치 권력에 도전할 것이라고 생각하는 정치인들이 2000년대 초까지도 여전히 있었다.
하지만 1999년 신기업법은 정부가 금지하는 부문이 아닌 부문에서 기업의 설립을 허용하였으며 기업의 설립을 허가제로부터 등록제로 변경하였기에 2000년 이후 사영기업이 급속히 증가하였다.
새로 등록한 기업은 2000년에 1만 4천여 개, 2002년에는 2만 1천여 개였는데 2년간 등록 기업수는 1991 - 1999년 간 등록한 기업 수와 비슷한 숫자였고 2000년에 등록한 기업의 경우 완전히 새롭게 등록한 기업은 80% 정도였고 일부 기업이 그 이전의 가계 기업 등의 형태로 운영되던 것을 등록한 것이었다.

### 농업 개혁 과정
협동농장의 규모 축소, 작업반 숫자 증대, 분조의 규모 축소를 기초로, 작업반이 분조 또는 농민에게 일정 면적의 토지를 대여하고 최종 생산물을 청부하도록 했고 축산, 수공업의 경우도 동일 조치가 실시되었다.
생산물의 청부량은 협동농장이 작업반에 계약한 생산량, 과거의 평균 수량, 토지의 비옥도, 비료공급을 고려하여 결정했으며 대여 토지는 노동력의 능력을 고려하여 분조가 결정하고, 토지의 세분화는 피했다.
동일 분조 또는 농민에 대한 토지의 대여 기간은 2 – 3년으로 했으며 청부량의 초과분은 80 – 100%가 농민의 것이 되고, 부족분의 경우에는 객관적 사유가 있으면 변상하지 않지만, 개인에 책임이 있으면 100%를 변상하도록 했다.
생산 청부제에 의해 작업반 및 협동농장은 노동의 질과 양을 감시 계획하는 작업으로부터 해방되어 관리 업무가 대폭적으로 줄어들었으며 따라서 협동농장의 관리기구 인원은 소수의 간부를 남기고, 생산적 노동에 종사할 수 있게 되었다.
농민은 50년까지 토지를 사용할 수 있으며 30헥타르까지 임대가 가능하고, 그 기간 내에 사용 권리를 양도할 수 있고, 토지를 저당하여 금융기관으로부터 융자를 받을 수 있는 것 등이 주 내용이었다.
토지는 국가 소유라는 사회주의 원칙이 견지되지만, 토지 사용권은 일반적으로 매매 등의 대상이 될 수 있게 되었고 토지 사용권 기한의 장기화와 토지 사용권의 양도 임대 및 상속, 저당 설정 등의 여러 권리가 인정되고 있는 등, 실질적으로 토지가 사유화되어가고 있다고 볼 수 있다.

### 생산 조직권 및 시장 판매 과정
베트남 정부가 물자 및 원자재를 국영기업에 공급하고 기업은 정부에 생산품을 납품하는 상호관계에 기초한 기존의 제도를 개혁하여 계약에 의거한 매매제도를 도입하였으며 정부의 물자, 원자재 공급은 제한하고 부족 부분은 기업이 시장에서 구입한다.
기업에 재정관리권 및 노무 관리에서의 자주권을 부여하고 기업은 자산을 부분적으로 매매 및 임대할 수 있으며 노동력의 배치전환 및 임금지불 등에서 자율권을 가진다.
또한 갱신투자, 신규투자도 각 기업이 자주적으로 정하고 임금에 관해서 정부는 최저임금을 규정하지만 그 상한은 철폐하므로 소득세를 도입하여 소득 수준을 조정한다.
베트남 정부는 1989년 11월, 계획지표를 국가상납금으로 단일화하며 국가의 보조금을 철폐하고 기업의 투자자금은 재정이 아닌 은행융자로 조달하도록 하였다.

## 평가

### 경제성장의 동력[10]
1990년대에 국유경제부문과 외국인 투자부문이 주동력이었고 2000년대 외국인투자부문과 사유경제부 문이 주동력으로, 시기별로 각 부문이 경제성장에 기여하였음을 보였다.
공업 생산에 있어서는 1990년대 중반까지 국유부문의 비중이 절반 정도였다가 이후 하락하기 시작하였고 외국인투자부문은 1990년대 말까지 지속적으로 급성장하였고 이후 2000년대에 점진적 이고 지속적으로 성장하여 왔다.
국내 비국유부문 중 가계경제부문의 비중이 1990년대 초반까지 증가하다가 이후 감소하는 추세를 나타났고, 사유경제부문이 2000년대에 들어 두드러지게 증가하는 경향을 보였다.
이러한 경제성장 추세는, 개혁 초기에 국유경제부문의 지속, 외국인투자의 증가, 가계경제의 활성화를 특징으로 하다가, 개혁 중반에 접어든 2000년대 이후 국유경제의 비중 감소, 외국인투자 부문의 지속적 성장, 사유경제부문의 성장이라는 특성을 나타내고 있다.
따라서 개혁 초기에는 국유경제부문, 외국인투자부문이 경제 성장의 동력이었다고 한다면, 중반을 넘어서며 외국인투자부문과 사 유경제부문이 경제성장의 동력이 되고 있다.

## 논란과 의혹

### 소유부문별 경제적 효율성[11]
그러나 한국의 기업은 정부의 지원으로 수 년 내 세계시장에서 경쟁력을 갖추고 수출을 확대했지만, 베트남의 기업집단은 수출지향적이기보다 수입대체형 기업이 주를 이루었고 기업집단화 이후 10년이 되었어도 세계시장에서 경쟁력을 갖추지 못했다.
베트남에서 생산재 생산 기업과 중공업의 거의 대부분은 중앙정부의 국영기업인데, 국영기업의 경영효율은 낮아, 예컨대 1990년대 중반 베트남 국영기업의 철강 생산 비용은 동아시아 국가의 기업보다 30-40% 높은 수준이었다.
이러한 상황은 국영기업이 주로 자본 투자가 많은 대형 기업 중심으로 되어 있기 때문에 나타난 결과라고도 할 수 있지만, 국영기업이 비효율적이라는 평가에 대한 근거를 제공한다.
국내 비국유부문은 아직 자본 규모가 작지만 약간씩 증가하는 추세다. 국유부문을 외국 인투자부문과 비교해 보면, 국영기업의 비효율성이 분명히 드러난다.

## 같이 보기
- 베트남 공산당